# Sankt Hieronymus kyrka, Rijeka
Sankt Hieronymus kyrka (kroatiska: Crkva svetog Jeronima, italienska: Chiesa di San Girolamo) är en romersk-katolsk kyrka i Rijeka i Kroatien. Den kulturminnesskyddade kyrkan är tillägnad helgonet sankt Hieronymus och invigdes ursprungligen år 1363. Kyrkobyggnaden har sedan tillkomsten till- och ombyggts flera gånger. Nuvarande utseende i barockstil härrör från till- och ombyggnationen år 1768. 

## Historik
Sankt Hieronymus kyrka och det närliggande augustinska klostret (idag Municipalpalatset) uppfördes på initiativ av Rijekas feodalherrar Duinogrevarna som ursprungligen härstammade från friuliska Duino. Arbetena med klosterkomplexet inleddes år 1315 och fortgick till 1408 med det att kyrkan stod klar år 1363. År 1358 övergick staden Rijeka genom arvskifte i Walsee-ättens ägo. I helgedomen är medlemmar av de båda feodala dynastierna begravda. 
När Rijeka hamnade i den habsburgske kejsaren Fredrik III:s ägo år 1465 lovade han att klostret skulle få behålla sina privilegier och mark. Från 1200-talet till år 1788 då augustinerorden upplöstes var de områdets största markägare. Klostret och kyrkan tillhörde den bayersk-tjeckiska provinsen och bland klostrets munkar fanns flera framstående predikanter, diplomater och forskare.
Kyrkan invigdes år 1363 och skadades svårt i jordbävningen år 1750. År 1768 inleddes omfattande renoveringsarbeten. Kyrkan tillbyggdes mot torget och fick då också attribut från den för tiden moderna barocken.        

## Arkitektur och interiör
Sankt Hieronymus kyrka ligger vid Rijekaresolutionens torg (Trg Riječke rezolucije). Med sin senbarocka fasad definierar byggnaden Municipalpalatsets (det tidigare augustinerklostrets) högra flygel. 
I kyrkan finns altare i barockstil. Huvudaltaret tillskrivs Antonio Michelazzio medan sidoaltarna är ett verk av stenhuggaren Capovilla. På den södra sidan av kyrkan finns strävpelare och välvda fönster i gotisk stil som är en rest från kyrkan innan renoveringen år 1768. I kyrkans äldsta delar finns Duinogrevarnas familjegravar, olika augustinermunkars gravar och Giuseppe Minolios och Claudio Marburgs familjegravar som är daterade år 1676.
I kyrkans långhus fanns tidigare 23 gravplatser i vilka patricier begravdes. Bruket att begrava adeln i kyrkan upphörde sedan kejsaren Josef II förbjudit fler begravningar. År 1880 fick kyrkan ett nytt golv och i samband med det flyttades de 23 gravstenarna till klosterväggen.
I anslutning till kyrkan finns Heliga Treenighetens kapell som är ett enastående exempel på alpin gotik vid Kvarnerviken. Det uppfördes av Martin och  Margareta Raunacher och rymmer deras familjegrav. Under en båge föreställande böjda revben finns Raunacher-ättens familjevapen ingraverat. Familjens gravsten är ett fint exempel på höggotik.